# تتسویا (رقصنده)
تتسویا (انگلیسی: Tetsuya؛ زادهٔ ۱۸ فوریهٔ ۱۹۸۱) بازیگر، و رقصنده اهل ژاپن است.